# Pré-rendu
Le pré-rendu est un processus dans lequel les graphismes ne sont pas rendus en temps-réel par le matériel qui affiche les graphismes ou joue la vidéo. Une partie des graphismes ou de la vidéo est auparavant rendue sur un équipement différent, généralement plus puissant que le matériel chargé de l'affichage final.
Les éléments pré-rendus, en particulier pour les films, peuvent être réalisés par des exemples annexes à celle qui réalise l’œuvre finale. Ces éléments on souvent un niveau de complexité tel que la plate-forme cible ne peut pas afficher le résultat en temps réel.
Le terme de pré-rendu se rapporte à tout ce qui n'est pas affiché en temps-réel. Ceci englobe aussi le contenu qui peut avoir été affiché en temps réel avec plus de travail venant développeur. Le terme n'est généralement pas utilisé pour qualifier les enregistrements de graphismes affichés en temps réel, puisque ces graphismes sont techniquement pré-rendus par nature. Le terme n'est également pas utilisé pour des éléments dessinés à la main ou photographiés, n’étant pas affichés par ordinateur à l'origine.